# صالح باش أعيان العباسي
صالح باش أعيان العباسي الهاشمي (1874-1946). واسمه محمد صالح بن عبد الله باش أعيان من أعلام أسرة باش أعيان في البصرة التي يتصل نسبها بالأمير هاشم بن الخليفة العباسي المستضيئ بأمر الله. شغل محمد صالح منصب وزير الأوقاف في وزارة جعفر العسكري عام 1923، ورئيس مجلس الأعيان في عهد المملكة العراقية عام 1944.

## ولادته ونشأته
ولد محمد صالح بن عبد الله ضياء الدين بن عبد الواحد باش أعيان في مدينة البصرة عام 1290هـ/ 1874 وبعد إكماله لدراسته الأولية التحق بالمدرسة الرشدية ثم عين موظفا في ولاية البصرة، وأتقن اللغة التركية، وعين محررا في قلم تحريرات الولاية ثم أصبح رئيسا للمحررين عام 1910، وبعدها شغل منصب رئيس بلدية البصرة عام 1912. ثم استقال وسافر إلى إسطنبول ومكث فيها حتى إعلان الحرب العالمية الأولى، وعاد بعد ذلك إلى البصرة ووجدها محتلة من قبل القوات البريطانية. فأقام في بغداد حتى سقوط بغداد عام 1917، وعند بداية إنشاء الحكومة العراقية انتمى إلى موظفيها وعين متصرفا للواء العمارة عام 1921، ثم شغل منصب وزير الأوقاف في وزارة جعفر العسكري للفترة من 27 تشرين الثاني 1923، ولغاية 3 آب 1924. وبعدها انتخب نائبا عن لواء العمارة في المجلس التأسيسي في آذار 1924. ثم عين عضوا في مجلس الأعيان في تموز 1925، إلى تموز 1929، ثم انتخب لمرات عدة نائبا عن لواء البصرة من عام 1930 ولغاية عام 1937. واعيد تعيينه عضوا في مجلس الأعيان عام في كانون الثاني 1939. وانتخب نائبا لرئيس مجلس الأعيان عدة مرات خلال الفترة 1941 - 1943، حتى شغل منصب رئيس مجلس الأعيان للفترة من 2 كانون الأول 1944 ولغاية أول كانون الأول 1945.

## من أهم انجازاته
سعى محمد صالح في قضاء حاجات الناس ومساعدة الفقراء، وقد تولى تأمين الأمن في مدينة البصرة خلال أحداث حركة رشيد عالي الكيلاني المعروفة بثورة مايس 1941.

## وفاته
توفى محمد صالح في بغداد في يوم الأثنين 9 ربيع الأول 1365 هـ/ 11 شباط 1946. ونقل جثمانه إلى البصرة ودفن في مقبرة العائلة الكائنة في الساحة خلف جامع الكواز.